# Glaucostegus spinosus
Glaucostegus spinosus is een vissensoort uit de familie van de Glaucostegidae. De wetenschappelijke naam van de soort is voor het eerst geldig gepubliceerd in 1870 door Günther.